# G. Smokey Campbell
Greg „Smokey“ Campbell ist ein US-amerikanischer Schauspieler.

## Leben
Campbell besuchte von 1984 bis 1986 das L.A. City College, an dem er eine Ausbildung im Bereich Radio- und Fernsehtechnik machte. Nach seinem Abschluss studierte er von 1986 bis 1988 an der University of Southern California Dramatic Arts und Filmproduktion, die er jeweils mit einem Bachelor abschloss. Seine Fähigkeiten ergänzte er am Second City, Hollywood Training Center, wo er Improvisation und Stand-Up-Comedy studierte.

## Karriere
Anfangs seiner Karriere spielte er bei der Negro Ensemble Company und vertiefte seine Erfahrungen als Schauspieler. Während seiner Zeit in New York City arbeitete er als Junior Broker an der NYSE und als Bewährungshelfer für jugendliche Täter beim Brooklyn Family Courts System. Zurück in Los Angeles wurde er für seine Darstellung in der Hollywood-Produktion Rounds von Sean Michael Rice als „Bester Darsteller“ ausgezeichnet.
Campbell wirkte in zahlreichen Filmen, Fernsehfilmen, Fernsehserien und Miniserien mit, oft in Gast- und Nebenrollen. Sein Debüt vor der Kamera hatte er im Jahr 1974 in Honeybaby, Honeybaby. Eine wiederkehrende Rolle als Melvin hatte er in der Fernsehserie Watch Your Mouth. Er war auch in Kinofilmen wie Out of Rosenheim als Sal zu sehen und in Rollerboys als Watt. Zwischen 1995 und 2017 arbeitete er vor allem hinter der Kamera als Lichttechniker, beispielsweise für die Fernsehserien Caroline in the City, Martial Law – Der Karate-Cop, Emergency Room – Die Notaufnahme, Eine himmlische Familie und The Secret Life of the American Teenager.
Seit 2017 ist er wieder verstärkt vor der Kamera zu sehen, primär in Fernsehserien und Kurzfilmen. Zuletzt spielte er einen Straßenprediger in dem Kurzfilm Indulge Me aus dem Jahr 2023. Im deutschen Sprachraum wurde Campbell, der Mitglied des Writers’ Room, der AEA und der SAG-AFTRA ist und Mitglied der International Alliance of Theatrical Stage Employees war, unter anderem von Julian Alexon, Michael Harck, Axel Lutter und Willi Röbke synchronisiert. Er lebt in Los Angeles.

## Nominierungen
Im Jahr 2022 wurde Campbell, als Teil des Ensembles von Mustache Club, für den May Award während der Verleihung der Rome International Movie Awards in der Kategorie „Best Acting Ensemble“ nominiert.
Als Bühnendarsteller in Los Angeles erhielt er dreimal den N.A.A.C.P. Image Award: für Rounds und The Game in der Kategorie „Bester Schauspieler“ und für The Odd Couple in der Kategorie „Bester Nebendarsteller“.

## Filmografie (Auswahl)
- 1974: Honeybaby, Honeybaby
- 1978: Watch Your Mouth (Fernsehserie)
- 1982: Blutige Lorbeeren
- 1985: Hunter (Fernsehserie)
- 1985–1987: Polizeirevier Hill Street (Fernsehserie)
- 1987: 1st & Ten (Fernsehserie)
- 1987: Matlock (Fernsehserie)
- 1987: Jake und McCabe – Durch dick und dünn (Fernsehserie)
- 1987: Out of Rosenheim
- 1988: Terrorist on Trial: The United States vs. Salim Ajami (Fernsehfilm)
- 1989: Geschichten aus der Gruft (Fernsehserie)
- 1989: Der Sunset Killer
- 1990: Family of Spies (Miniserie)
- 1990: Superior Court (Fernsehserie)
- 1990: Rollerboys
- 1990: Paarweise glücklich (Fernsehserie)
- 1990: Demon Cop
- 1990: Divorce Court (Fernsehserie)
- 1991: U-Boot Academy
- 1992: Zurück in die Vergangenheit (Fernsehserie)
- 1993: Schieß auf die Weißen
- 1995: Teufel in Blau
- 2009: The Nation
- 2017: Sleep (Kurzfilm)
- 2018: The 5th (Kurzfilm)
- 2020: Mustache Club (Kurzfilm)
- 2021: Celebrity Scene Spotlight: Presented by Actor Trade (Fernsehserie)
- 2022: Lost Memories (Fernsehserie)
- 2022: In Their Shoes: A Journey Into Homelessness (Fernsehserie)
- 2022: We’re Doing Good (Kurzfilm)
- 2023: Black Belts (Kurzfilm)
- 2023: Launchpad (Fernsehserie)
- 2023: Indulge Me (Kurzfilm)

## Theater (Auswahl)
- Eden / Mongo (Negro Ensemble Company, New York City)
- Fred Douglass..Unexpected (Complex Theatre, Hollywood)
- Disinherit The Wind (Complex Theater, Hollywood)
- Ceremonies In Dark Old Men (Canon Theater, Beverly Hills)
- In Big East (Pan Andreas Theater, Los Angeles)
- Rounds (Cast Theater, Los Angeles)
- Fanons People / Winter Crane (Fountain Theater, Los Angeles)
- Hatful of Rain (Theater of Arts, Los Angeles)
- Shadee (Whitefire Theatre, Los Angeles, 2021)